# Michel den Dulk
Michel den Dulk (né à Eindhoven le 6 novembre 1976) est un concepteur néerlandais des parcs d'attractions. Il est principalement connu pour son travail dans les parcs Efteling et Europa-Park. 

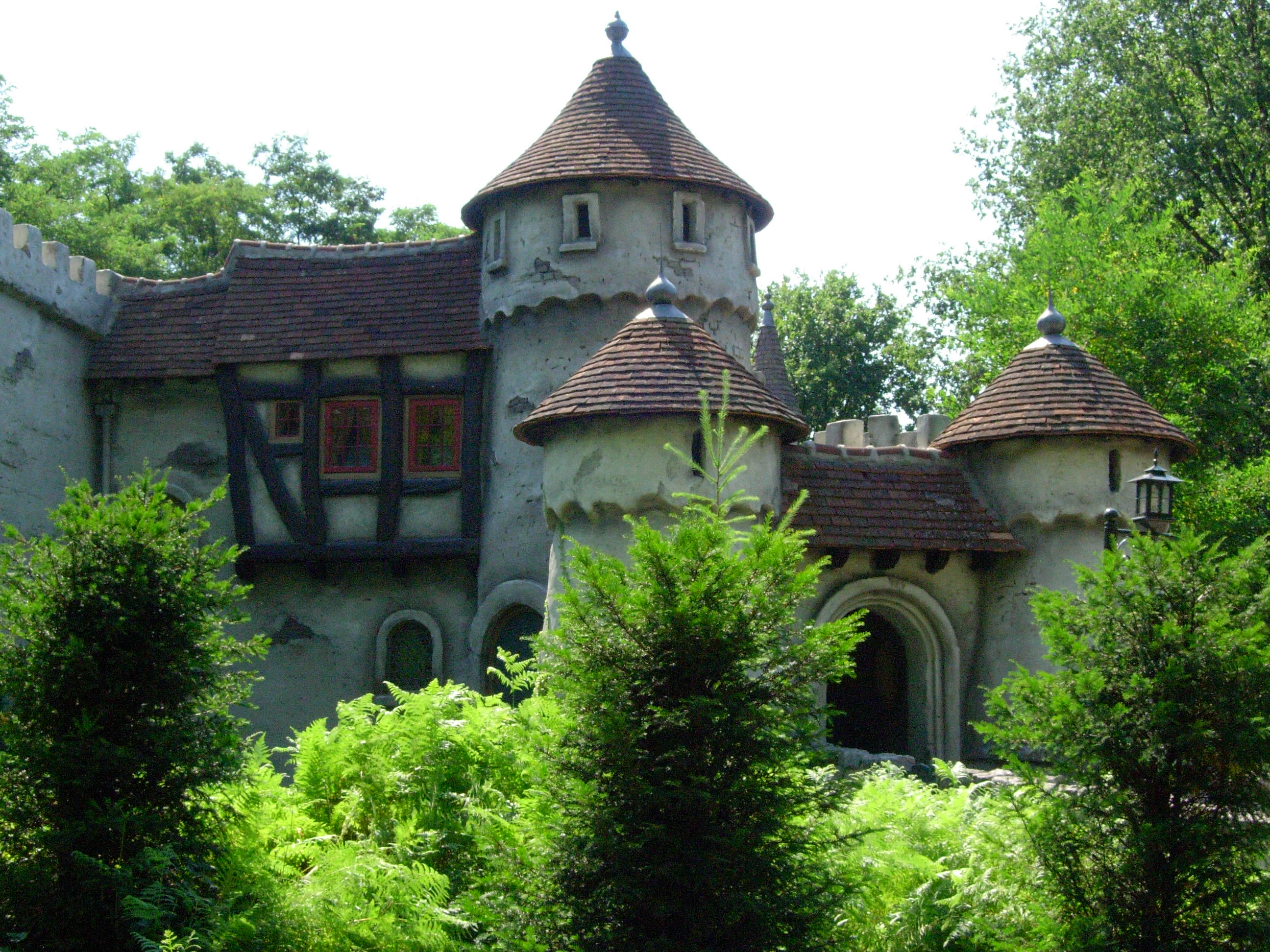
Le bâtiment de La petite fille aux allumettes.

Michel den Dulk sera très tôt nommé directeur de Mini Efteling. Il poursuit sa formation par alternance au SintLucas de Boxtel et fera entre autres un stage dans le parc anglais Alton Towers. En 2002, il intègre le parc Efteling et commence la conception de plusieurs attractions. Il a travaillé entre autres sur la file d'attente de Pandadroom, sur le conte La Petite Fille aux allumettes, sur le toit de Monsieur Cannibale et la rénovation de la place Anton Pieck mais aussi sur des aménagements pédestres.
En 2005, il quitte Efteling et en septembre, il obtient un poste à Europa-Park en Allemagne en tant que concepteur. Son premier projet pour le parc sera de donner un nouveau thème au quartier anglais. Il travaillera également sur le parcours scénique Abenteuer Atlantis. Suivront les projets pour les attractions Crazy Taxi, London Bus (2008), Blue Fire Megacoaster et le quartier islandais (2009) et Whales Watching (2010)
Au printemps 2010, Michel den Dulk commence à travailler aux États-Unis en tant que Senior Concept Designer à la Walt Disney Imagineering. Il est un protégé de Tony Baxter, Senior Vice President Creative Development de la Walt Disney Imagineering. Tony Baxter est un grand amateur du travail des créatifs d'Efteling, Anton Pieck et Ton van de Ven.